# شبکه‌های خدمات حرفه‌ای چند رشته‌ای
شبکه‌های خدمات حرفه ای چند رشته‌ای سازمانهایی هستند که به موجب قانون تشکیل شده‌اند تا رویکردهای جدید چند رشته‌ای را به مشتریان ارائه دهند تا موضوعات پیچیده‌ای را حل کنند. آنها نوعی شبکه خدمات حرفه ای هستند که برای ارائه خدمات به اعضای خود فعالیت می‌کنند. آنها به همان روشی که شبکه‌های شرکت‌های حسابداری و انجمن‌ها و شبکه‌های مؤسسه حقوقی فعالیت دارند، فعالیت می‌کنند. هدف این است که به اعضای درگیر در تجارت بین‌المللی دسترسی به مشاوران حرفه ای با تجربه، آزمایش شده، قابل اعتماد و پاسخگو را ارائه دهد که صلاحیت محلی آنها را به‌طور دقیق و همچنین پیچیدگی‌های تجارت مرزی می‌شناسند.
۱۰ شبکه چند رشته‌ای وجود دارد. بزرگترین آنها عبارتند از: گروه Alliott , MSI Global Alliance , موریسون بین‌المللی، گروه ژنو، گروه تمرین بین‌المللی، WSG - گروه خدمات جهانی و راسل بدفورد بین‌المللی. این شبکه‌ها بیش از ۱۰۰ شرکت عضو در حدود ۹۰ کشور در صدها دفتر دارند.

## تاریخ
شبکه‌های چند رشته‌ای جدید نیستند اما در تعدادی از حرفه‌ها یافت می‌شوند. آنها در اواخر دهه ۱۹۹۰ هنگامی که شرکت‌های حسابداری شروع به گسترش کردند، اهمیت پیدا کردند. 
اولین هدف برای گسترش خدمات حقوقی در ایالات متحده بود که بزرگترین بازار بالقوه این خدمات را نشان می‌داد. در اروپا و آمریکای جنوبی قانون وکالت مانند ایالات متحده توسعه نیافته بود و بنابراین سهم درآمدها را محدود نمی‌کرد.